# Лисиппа
Лиси́ппа (др.-греч. Λυσίππη) — в греческой мифологии одна из первых амазонок, царица амазонок, основательница Фемискиры.

## Мифология
Согласно преданию, Лисиппа была одной из цариц амазонок. Она обидела богиню любви Афродиту своим пренебрежением к браку и приверженностью к войне. Тем не менее, амазонка, по-видимому, заводила знакомства с мужчинами, поскольку обзавелась несколькими детьми. В частности, известно, что от некоего Беросса она родила сына, которого назвала Танаис. Сын Лисиппы вырос очень скромным, избегал общения с женщинами, с презрением относился к браку, почитал лишь одного бога войны Ареса.
Как гласят легенды, Афродита решила покарать амазонку и её сына за их наклонности. Она сделала так, что Танаис без памяти влюбился в красавицу-мать. Согласно другому варианту мифа, Афродита внушила им обоим, Лисиппе и её сыну, любовную страсть друг к другу. Танаис вначале боролся с этим, но, будучи не в силах одолеть преступное влечение к собственной матери и желая остаться непорочным, он бросился в Амазонскую реку и утонул. В память о нём реку переименовали, назвав его именем — Танаис (ныне — Дон).
После трагедии дух Танаиса преследовал Лисиппу, и она была вынуждена уйти из этих мест. Вместе с дочерьми амазонка побрела вдоль Понта Эвксинского (Чёрного моря) к берегам реки Фермодонт. Там Лисиппа возвела огромный город Фемискиру в дельте реки. В нём она установила такой порядок, что «мужчины должны делать все домашние дела, а женщины — сражаться и править».
Лисиппа успешно воевала с соседними племенами, покорила многие народы, дошла до самого Танаиса (Дона). Всё добытое во время завоевательных походов она тратила на строительство храмов Аполлона и Артемиды. Совершив все эти подвиги, Лисиппа героически погибла в одном из боёв.
Её дочь Ипполита, став наследницей, сумела превзойти мать в приумножении славы своего царства. Она ввела обучение для девочек с семилетнего возраста; отныне они должны были постигать грамоту, проходить занятия по физическому и духовному воспитанию, учиться древним таинствам исцеления, навыкам охоты, привыкать переносить тяготы войны. Дочери Лисиппы покорились многие народы от Танаиса до самой Фракии. С таким же успехом правили царством и её преемницы.